# 알락오리
알락오리(gadwall, Mareca strepera)는 오리과에 속하는 오리이다.

## 분류
알락오리는 린네가 1758년 《자연의 체계》라는 자신의 책에 처음 기재하였다. DNA 연구를 통해 청머리오리와 자매종임이 증명되었으며 이 둘은 홍머리오리와 밀접한 관련이 있고 둘 다 Mareca속에 할당되어 있다. 두 개의 아종이 있다:
- M. s. strepera (Linnaeus, 1758)
(common gadwall)
- †M. s. couesi (Streets, 1876)
(en:Coues's gadwall - 절멸): 1874년 경에 테라이나섬에서 발견되었으나 절멸되었다.

strepera라는 이름은 "소음의"를 뜻하는 후기 라틴어 낱말이다. 알락오리의 영어 낱말 gadwall의 어원은 알려져 있지 않으나 이같은 이름은 1666년 이후로 사용되고 있다.

## 개요
알락오리의 길이는 46~56 센티미터이며, 날개는 78~90 센티미터이다. 수컷은 암컷보다 조금 더 크며 암컷(850 그램) 대비 평균 990 그램의 무게가 나간다.

## 분포
알락오리는 유럽과 아시아의 북부 지역, 중앙 북아메리카에서 서식한다.

## 보존
현재 알락오리는 IUCN 적색 목록에서 관심대상종으로 등재되어 있다. 개체 수는 49년 간(1966년부터 2010년까지) 약 2.5% 증가하였고 계속 성장 중이다.

## 사진

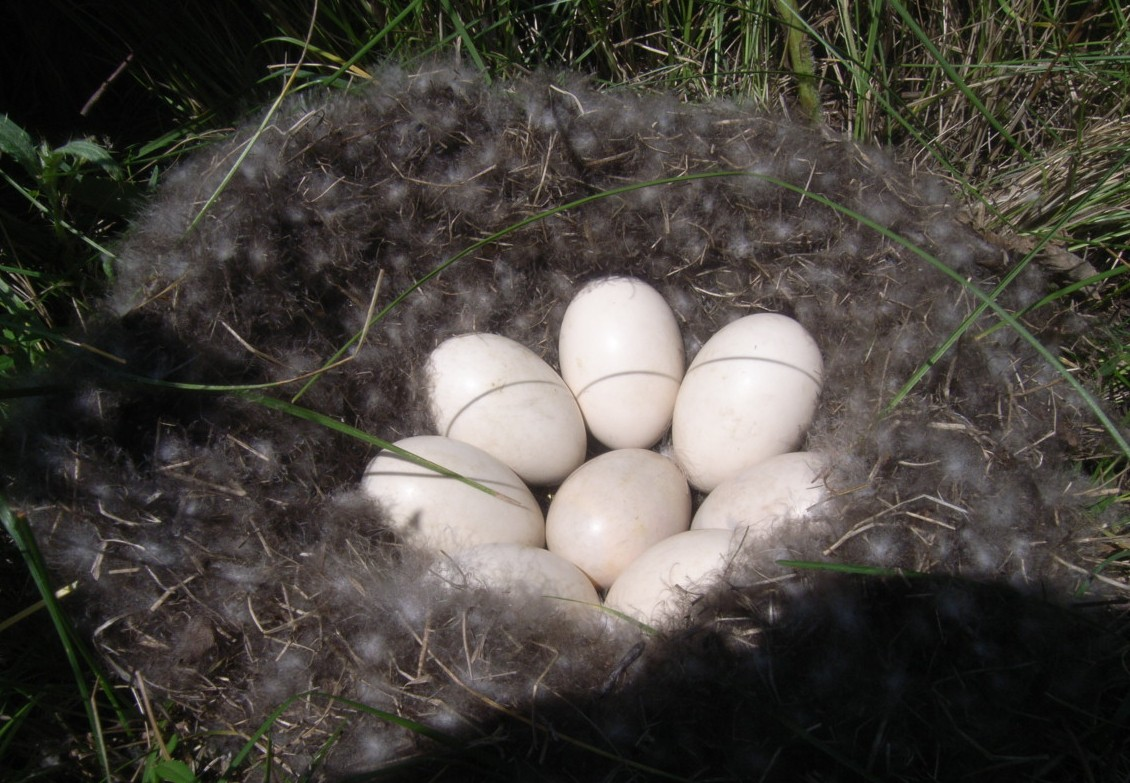
깃털이 껴있는 둥지
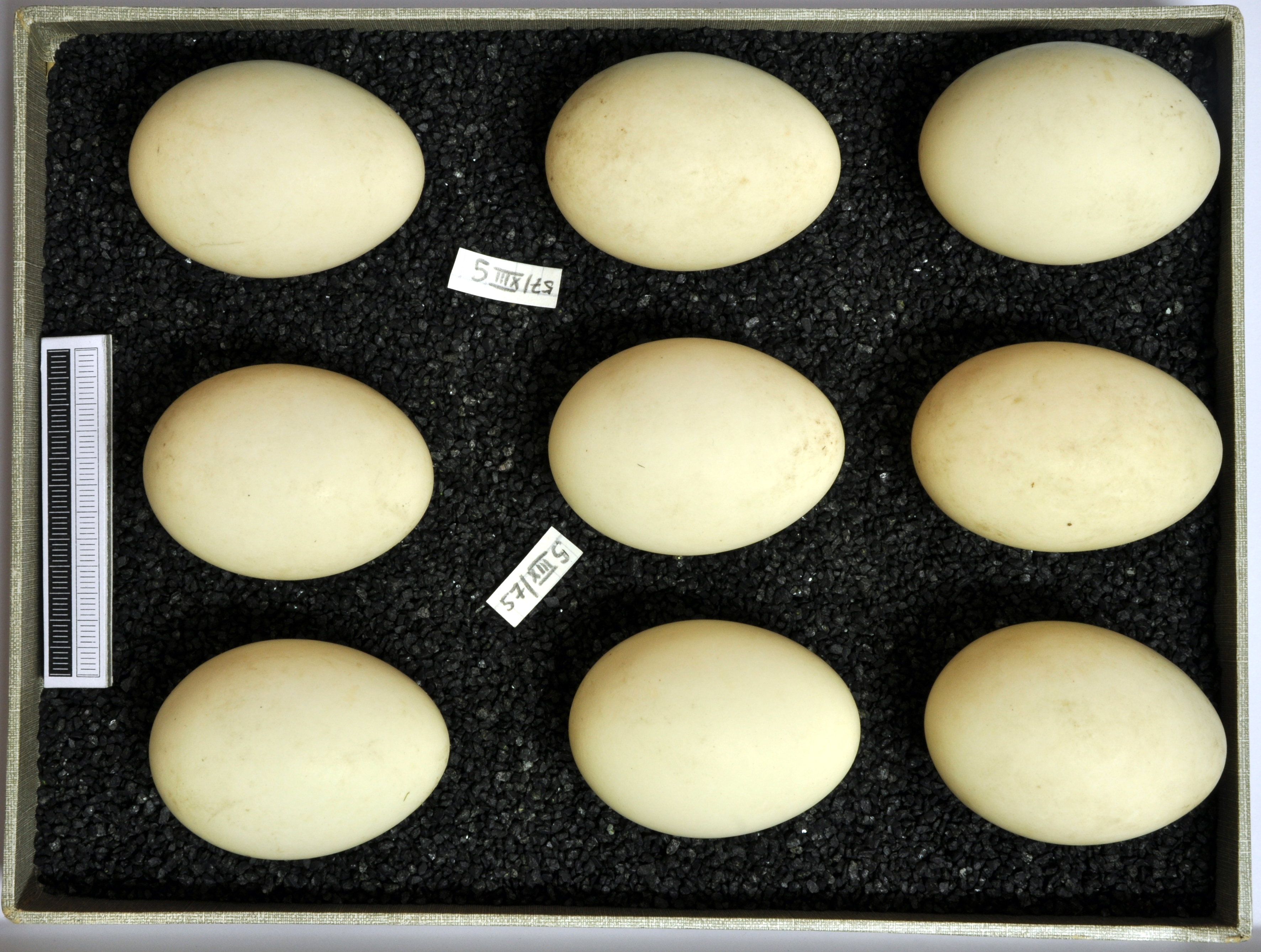
알락오리의 알.
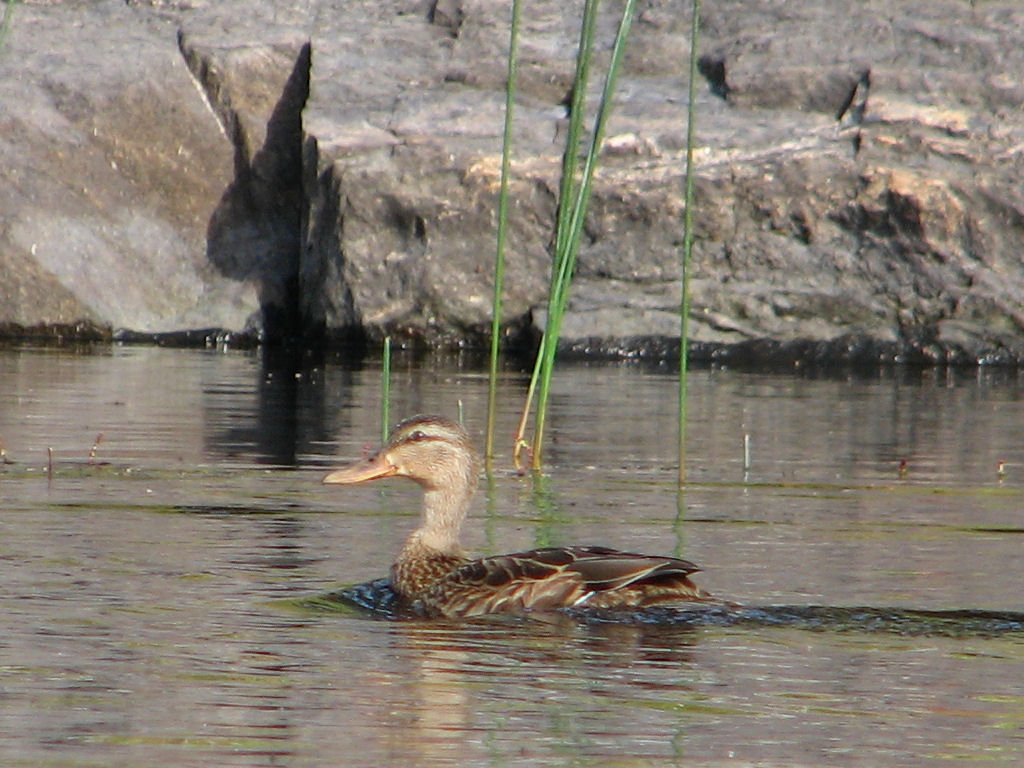
온타리오주 퀘티코 주립공원의 새끼 알락오리.
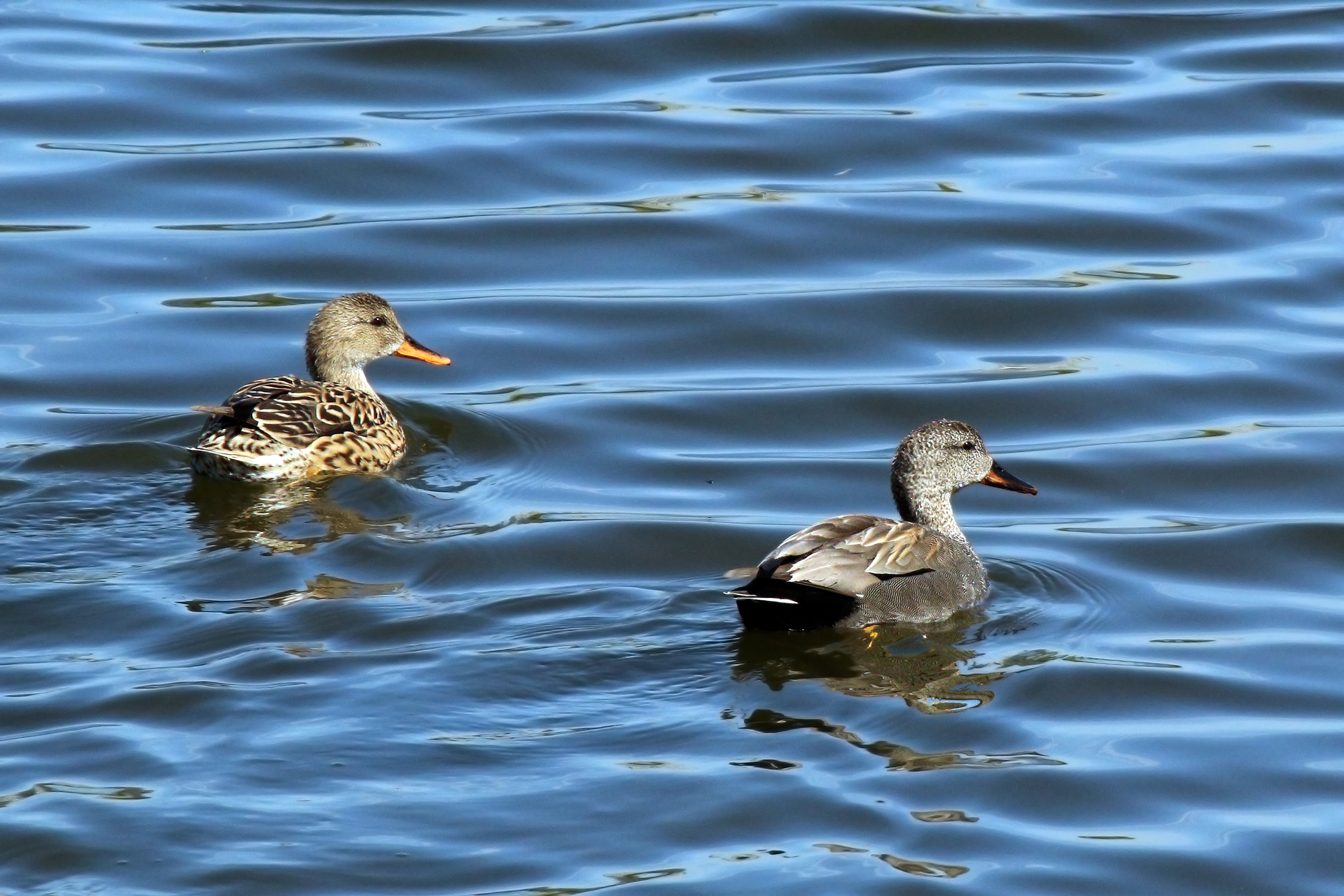
암컷과 수컷. (WWT 런던 습지 센터)

## 참고 문헌
- Bishop, K. David (1999). “Preliminary notes on some birds in Bhutan” (PDF). 《Forktail》 15: 87. 2015년 6월 12일에 원본 문서 (PDF)에서 보존된 문서. 2017년 10월 2일에 확인함.
- Clements, James (2007). 《The Clements Checklist of the Birds of the World》. Ithaca: Cornell University Press.